# Mezquita Badshahi
La Mezquita Badshahi (en urdu: بادشاھی مسجد, Badshahi Masjid; literalmente «Mezquita del Emperador») fue construida en 1673 por el emperador mogol Aurangzeb en Lahore (Pakistán). Es uno de los atractivos turísticos más importantes de la ciudad ya que es una muestra de la arquitectura mogol y a la vez, una de las mezquitas más bellas del mundo.
Es la segunda mezquita más grande de Pakistán, después de la mezquita Faisal en Islamabad, y tiene capacidad para acomodar a más de 55 000 fieles. La arquitectura y el diseño de la mezquita Badshahi está íntimamente relacionado con el de la Jama Masjid en Delhi (India) que fue construida en 1648 por el padre y predecesor de Aurangzeb, el emperador Sha Jahan.
La mezquita Badshahi es uno de los famosos lugares donde Qari Basit recitaba el Corán.
El 14 de diciembre de 1993 la «Mezquita Badshahi, Lahore» fue inscrita en la Lista Indicativa de Pakistán —paso previo a ser declarado Patrimonio de la Humanidad—, en la categoría de bien cultural (n.º ref 1277).

## Historia

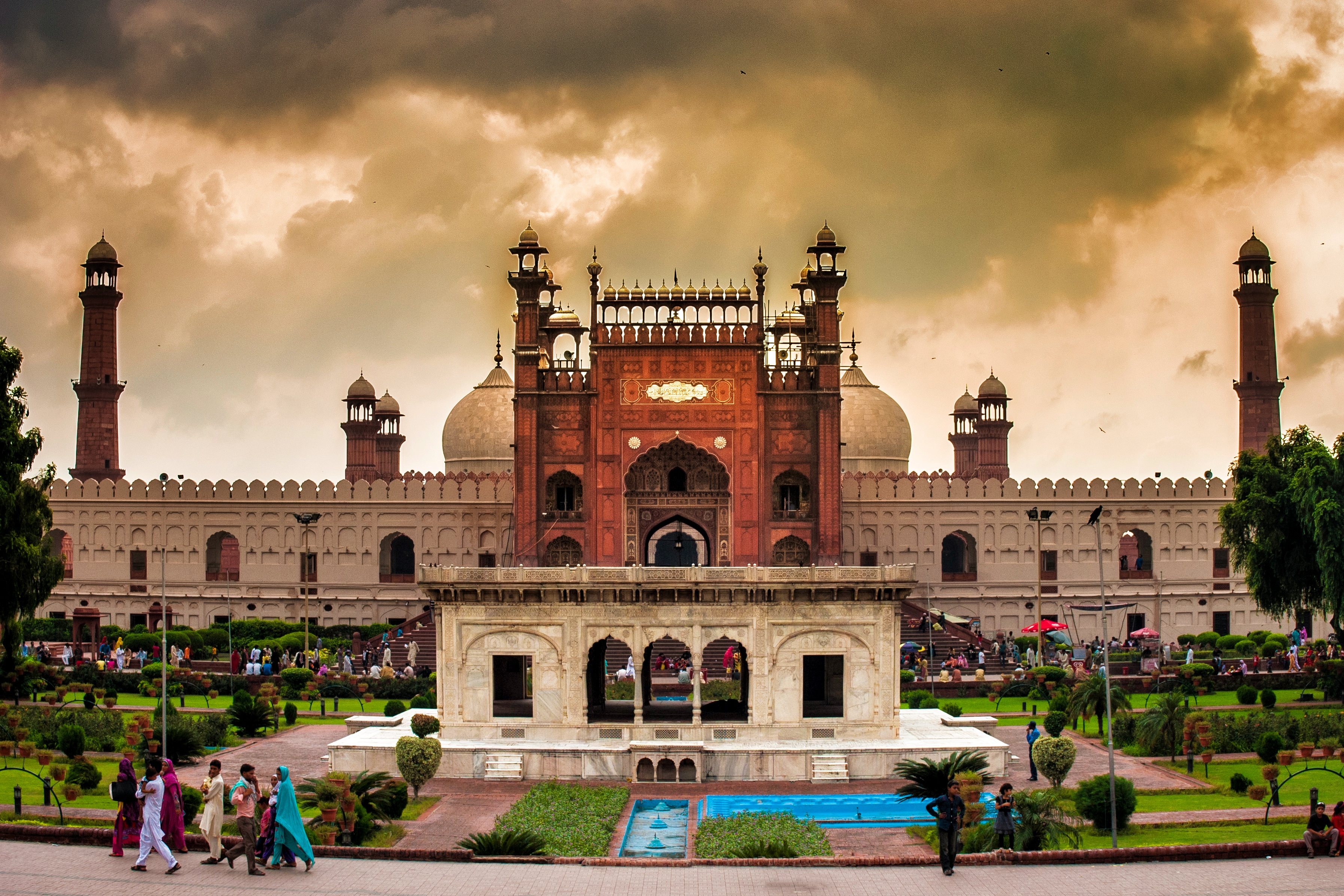
El imponente portal exterior de la mezquita Badshahi, visto frente a frente desde el Fuerte de Lahore.

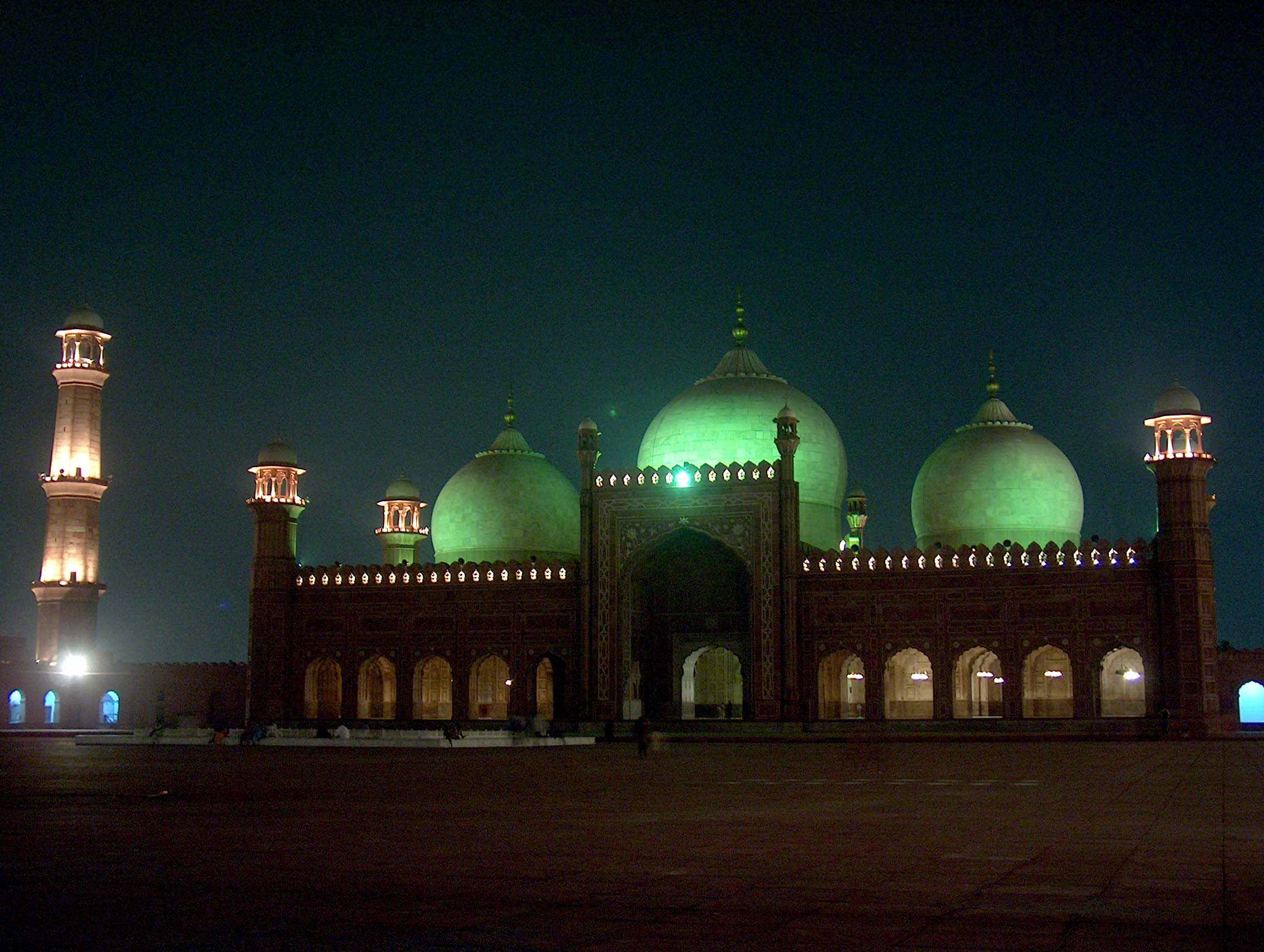
La mezquita de noche.

### Construcción

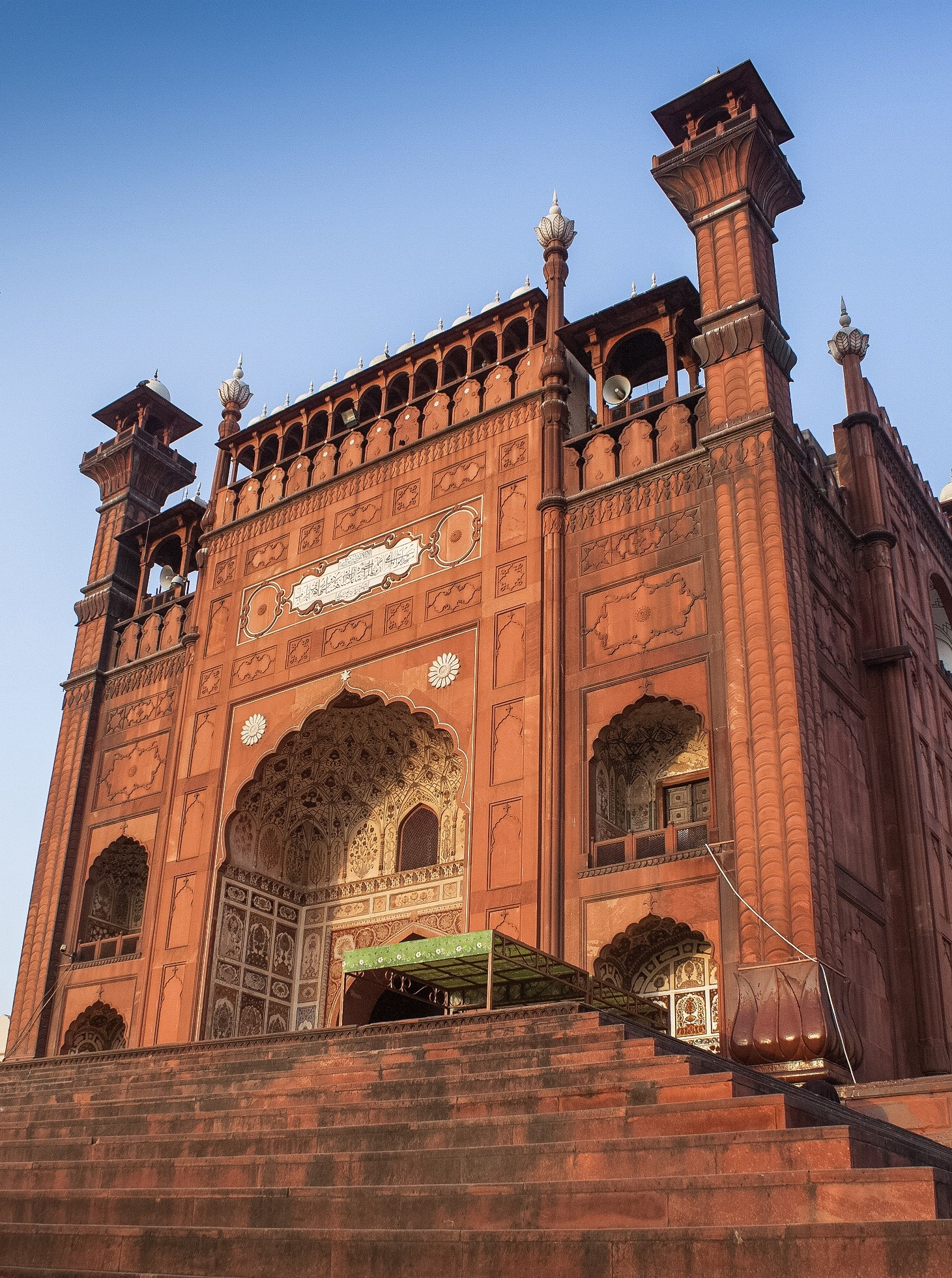
La mezquita Badshahi presenta una puerta monumental que da al cuadrilátero Hazuri Bagh y al fuerte de Lahore.

La mezquita fue encargada por el emperador mogol Aurangzeb en 1671, y su construcción fue supervisada por el hermano adoptivo del emperador, y gobernador de Lahore, Muzaffar Hussein - también conocido por el nombre de Fidai Khan Koka. Aurangzeb mandó construir la mezquita para conmemorar sus campañas militares contra el Maratha rey Chhatrapati Shivaji. Tras sólo dos años de construcción, la mezquita se inauguró en 1673.

### Época sij

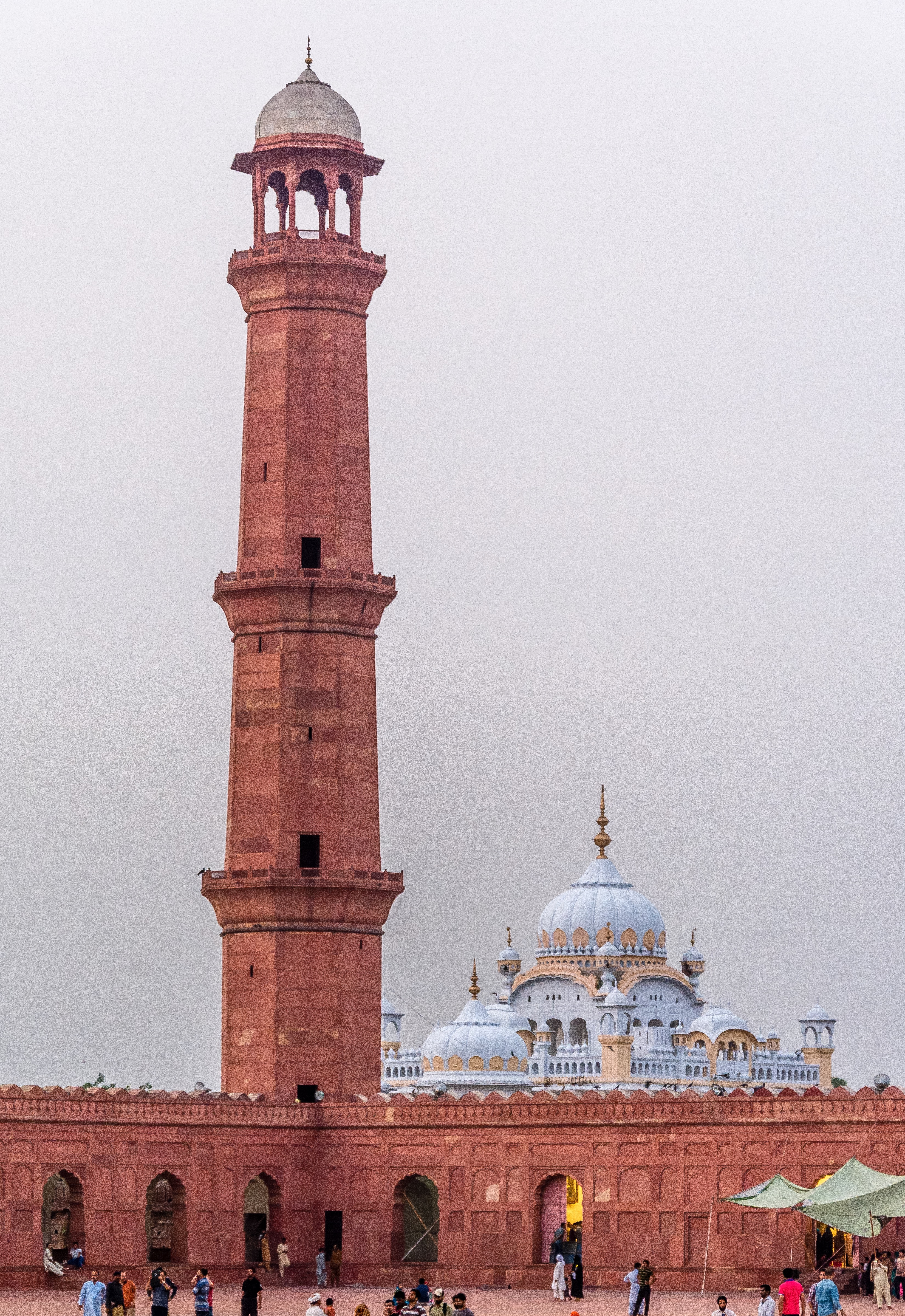
El Samadhi de Ranjit Singh (edificio blanco) es un santuario sij que se construyó junto a la mezquita en 1848.

El 7 de julio de 1799, el ejército sij de Ranjit Singh tomó el control de Lahore. Tras la toma de la ciudad, el maharajá Ranjit Singh utilizó su vasto patio como establo para los caballos de su ejército, y sus 80 Hujras (pequeñas salas de estudio que rodean el patio) como cuarteles para sus soldados y como almacenes para pertrechos militares. En 1818, construyó un edificio de mármol en el Hazuri Bagh frente a la mezquita, conocido como el Hazuri Bagh Baradari, que utilizó como su corte real oficial de audiencia. Las losas de mármol para el baradari pueden haber sido saqueadas por los sijs de otros monumentos de Lahore. En 1839, tras su muerte, su hijo y sucesor, Kharak Singh, inició la construcción de un samadhi en su memoria en un lugar adyacente a la mezquita.
Durante la Primera Guerra Anglosajona de 1841, el hijo de Ranjit Singh, Sher Singh, utilizó los grandes minaretes de la mezquita para colocar zamburahs o cañones ligeros que se emplearon para bombardear a los partidarios de Chand Kaur, que se habían refugiado en el sitiado Fuerte de Lahore. En uno de estos bombardeos, el Diwan-e-Aam (Salón de Audiencias Públicas) del fuerte quedó destruido, pero fue reconstruido posteriormente en la era británica. Durante esta época, Henri de La Rouche, un oficial de caballería francés empleado en el ejército de Sher Singh, también utilizó un túnel que conectaba la mezquita Badshahi con el fuerte de Lahore para almacenar temporalmente pólvora.

### Gobernación británica

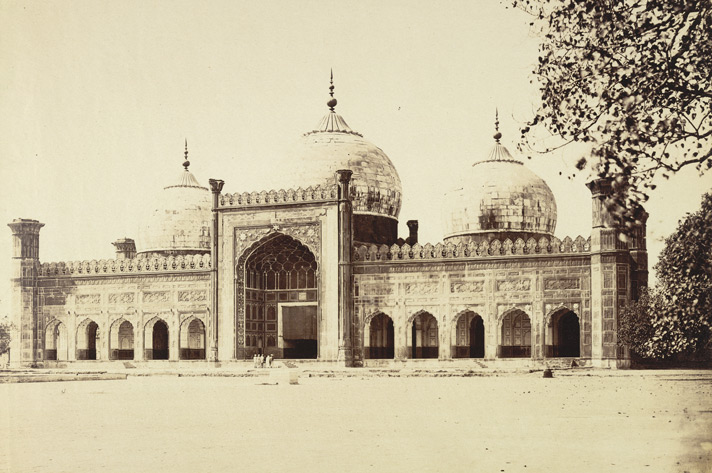
La mezquita Badshahi se había deteriorado tras el dominio Sikh de la ciudad.

En 1849, los británicos arrebataron el control de Lahore al imperio sij. Durante el Raj británico, la mezquita y el fuerte contiguo siguieron utilizándose como guarnición militar. Las 80 celdas construidas en los muros que rodean su vasto patio fueron demolidas por los británicos tras la Rebelión india de 1857, para evitar que se utilizaran en actividades antibritánicas. Las celdas se sustituyeron por arcadas abiertas conocidas como dalans.
Debido al creciente resentimiento de los musulmanes por el uso de la mezquita como guarnición militar, los británicos crearon la Autoridad de la Mezquita Badshahi en 1852 para supervisar la restauración y restablecerla como lugar de culto religioso. A partir de entonces, se llevaron a cabo reparaciones parciales bajo la supervisión de la Autoridad de la Mezquita Badshahi. El edificio fue devuelto oficialmente a la comunidad musulmana por John Lawrence, que era el virrey de la India. El edificio se restableció entonces como mezquita.
En abril de 1919, tras la Masacre de Amritsar, una multitud mixta de sijs, hindúes y musulmanes, entre 25.000 y 35.000 personas, se reunió en el patio de la mezquita para protestar. Khalifa Shuja-ud-Din, que más tarde se convertiría en presidente de la Asamblea Provincial del Punjab, leyó un discurso de Gandhi.
Las reparaciones comenzaron a partir de 1939, cuando Sikandar Hayat Khan empezó a recaudar fondos para este fin. La renovación fue supervisada por el arquitecto Nawab Alam Yar Jung Bahadur. Como a Khan se le atribuyó en gran parte el mérito de las extensas restauraciones de la mezquita, fue enterrado junto a ella en el Hazuri Bagh.

### Post-independencia

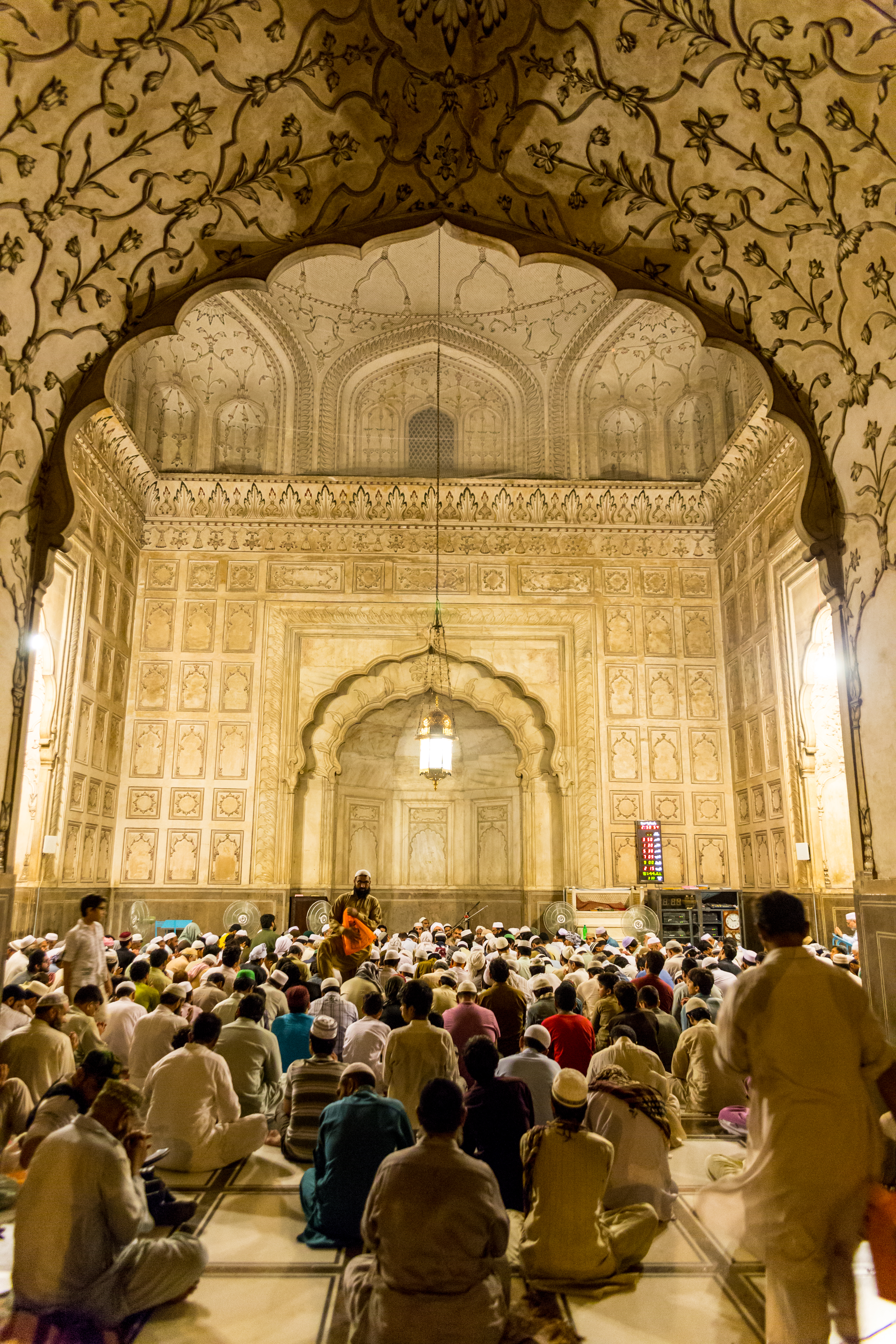
La mezquita es muy utilizada durante el mes islámico del Ramadán.

Las obras de restauración iniciadas en 1939 continuaron tras la Independencia de Pakistán, y se completaron en 1960 con un coste total de 4,8 millones de rupias.
Amplias reparaciones fueron llevadas a cabo desde 1939 hasta 1960 por un costo de 4.8 millones de rupias, lo que devolvió a la mezquita su condición y forma original. Los planos para las reparaciones fueron preparados por el difunto arquitecto Nawab Zen Yar Jang Bahadur. 
Con motivo de la II Cumbre Islámica celebrada en Lahore el 22 de febrero de 1974, treinta y nueve jefes de estados musulmanes ofrecieron sus oraciones del viernes en la mezquita Badshahi, incluyendo, entre otros, a Zulfiqar Ali Bhutto de Pakistán, Faisal de Arabia Saudí, Muammar Gaddafi, Yasser Arafat y Sabah III Al-Salim Al-Sabah de Kuwait. 
En 1993, la mezquita Badshahi entró en una lista provisional como Patrimonio de la Humanidad de la UNESCO. En 2000, se repararon las incrustaciones de mármol de la sala de oración principal. En 2008, se empezaron a sustituir las baldosas de arenisca roja del gran patio de la mezquita utilizando arenisca roja importada de la fuente original mogol cerca de Jaipur, en los estado indio de Rajastán.
Un pequeño museo ha sido agregado al complejo de la mezquita recientemente. Contiene reliquias de Mahoma, su sobrino, y su hija, Fátima az-Zahra.

## Arquitectura

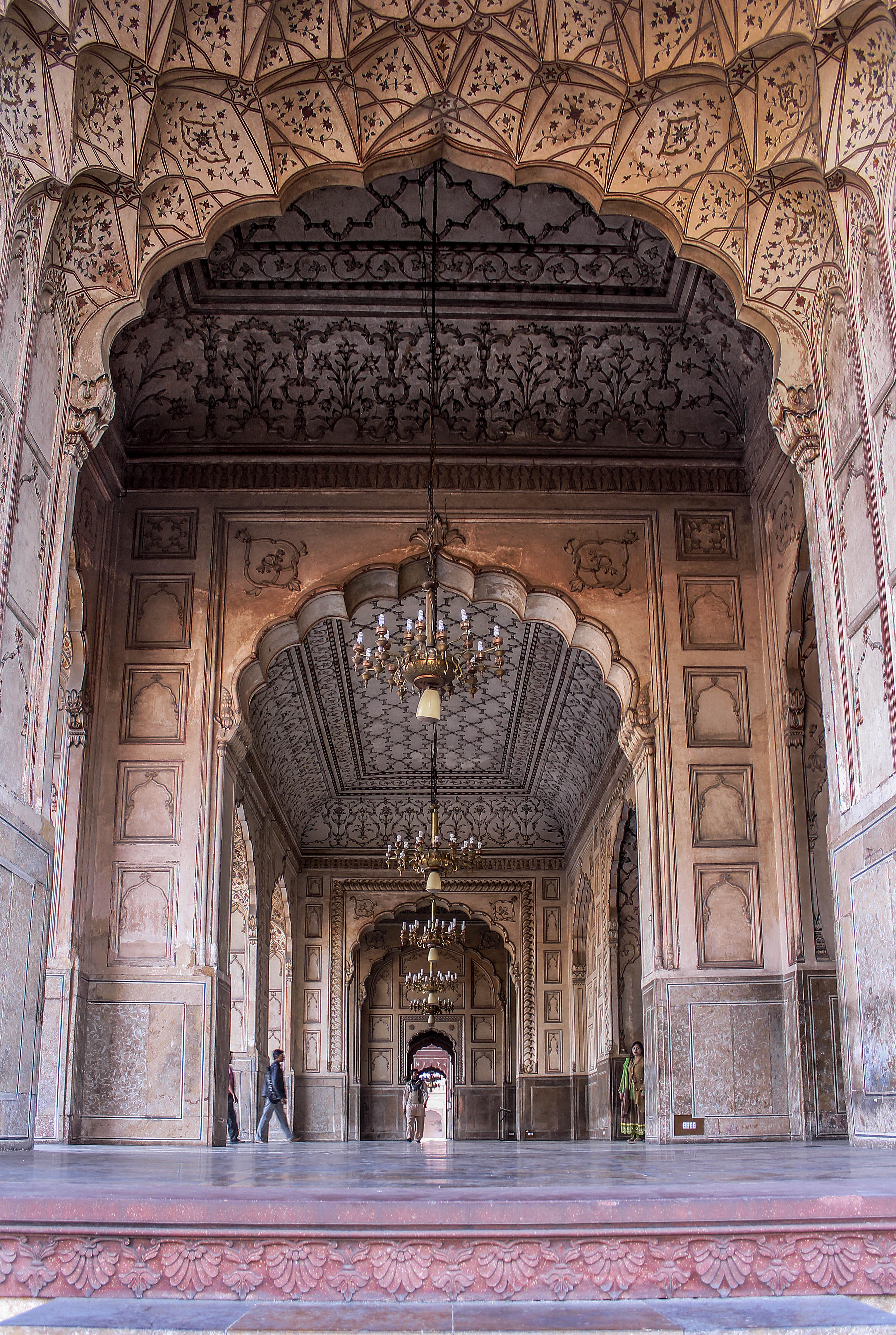
El interior de la mezquita está adornado con frescoses mogoles y mármol tallado.

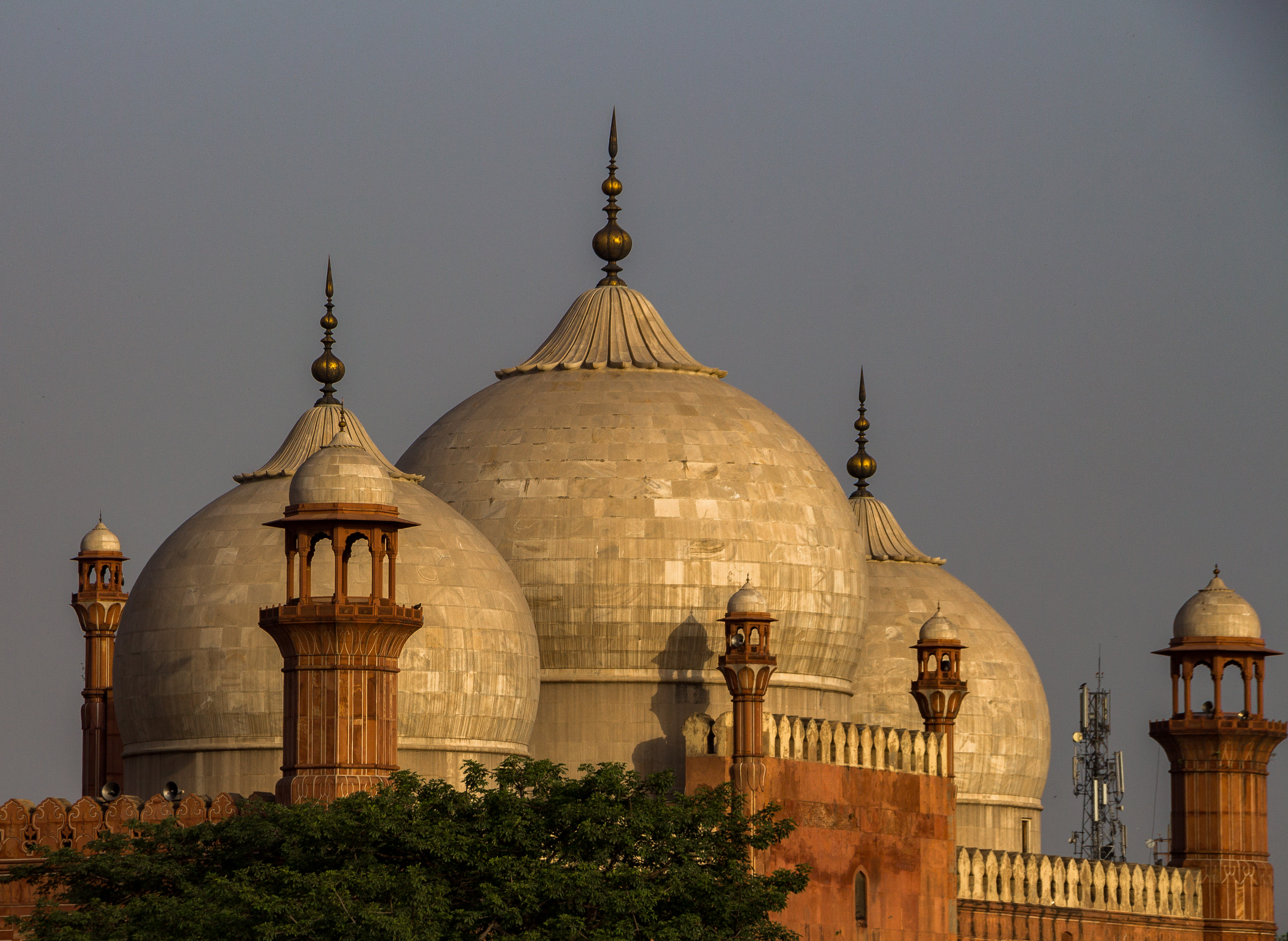
Las cúpulas de la mezquita.

Como puerta de entrada a Occidente, y a Persia en particular, Lahore tenía un marcado estilo regional muy influido por los estilos arquitectura persa. Las mezquitas anteriores, como la mezquita de Wazir Khan, estaban adornadas con intrincados azulejos de estilo kashi kari o Kashan, del que partiría la mezquita Badshahi. Aurangzeb eligió un plan arquitectónico similar al de Shah Jehan para la Jama Masjid de Delhi, aunque construyó la mezquita Badshahi a una escala mucho mayor.[cita requerida] Ambas mezquitas presentan piedra arenisca roja con incrustaciones de mármol blanco, lo que se aleja del diseño típico de las mezquitas de Lahore, en las que la decoración se realiza mediante un intrincado trabajo de azulejos.

### Entrada del complejo
La entrada al complejo de la mezquita se realiza a través de un edificio de dos plantas construido en arenisca roja y decorado con paneles enmarcados y tallados en cada una de sus fachadas. El edificio presenta una muqarna, un elemento arquitectónico procedente de Oriente Próximo que se introdujo por primera vez en la arquitectura mogol con la construcción de la cercana y ornamentada mezquita de Wazir Khan.
El nombre completo de la mezquita, "Masjid Abul Zafar Muhy-ud-Din Mohammad Alamgir Badshah Ghazi", está escrito con incrustaciones de mármol sobre la entrada abovedada. La entrada de la mezquita está orientada al este, hacia la puerta Alamgiri del Fuerte de Lahore, que también fue encargada por Aurangzeb. La maciza entrada y la mezquita están situadas sobre un zócalo, al que se asciende por un tramo de 22 escalones en la puerta principal de la mezquita. La propia puerta contiene varias cámaras que no son accesibles al público. Se dice que una de las salas contiene cabellos del Profeta Mahoma, y el de su yerno Ali.

### Patio
Tras atravesar la enorme puerta, se abre un amplio patio pavimentado de arenisca que ocupa una superficie de 276.000 pies cuadrados y puede albergar a 100.000 fieles cuando funciona como Idgah. El patio está rodeado de arcadas de un solo pasillo.

### Sala de oración
El edificio principal del lugar también se construyó con arenisca roja y está decorado con incrustaciones de mármol blanco. La sala de oración tiene un nicho central arqueado con cinco nichos flanqueándolo que son aproximadamente un tercio del tamaño del nicho central. La mezquita tiene tres cúpulas de mármol, la mayor de las cuales se encuentra en el centro y está flanqueada por otras dos más pequeñas.
Tanto el interior como el exterior de la mezquita están decorados con un elaborado mármol blanco tallado con un diseño floral común en el arte mogol. Las tallas de la mezquita Badshahi se consideran obras únicas e insuperables de la arquitectura mogol. Las cámaras a cada lado de la cámara principal contienen salas que se utilizaban para la instrucción religiosa. La mezquita tiene capacidad para 10.000 fieles en la sala de oración.

### Minaretes
En cada una de las cuatro esquinas de la mezquita hay minaretes octogonales de tres pisos hechos de arenisca roja que tienen 196 pies (59,7 m) de altura, con una circunferencia exterior de 67 pies y la interior es de ocho pies y medio. Cada minarete está coronado por un dosel de mármol. El edificio principal de la mezquita tiene otros cuatro minaretes más pequeños en cada esquina.